# Ганеман, Христиан Фридрих Самуэль

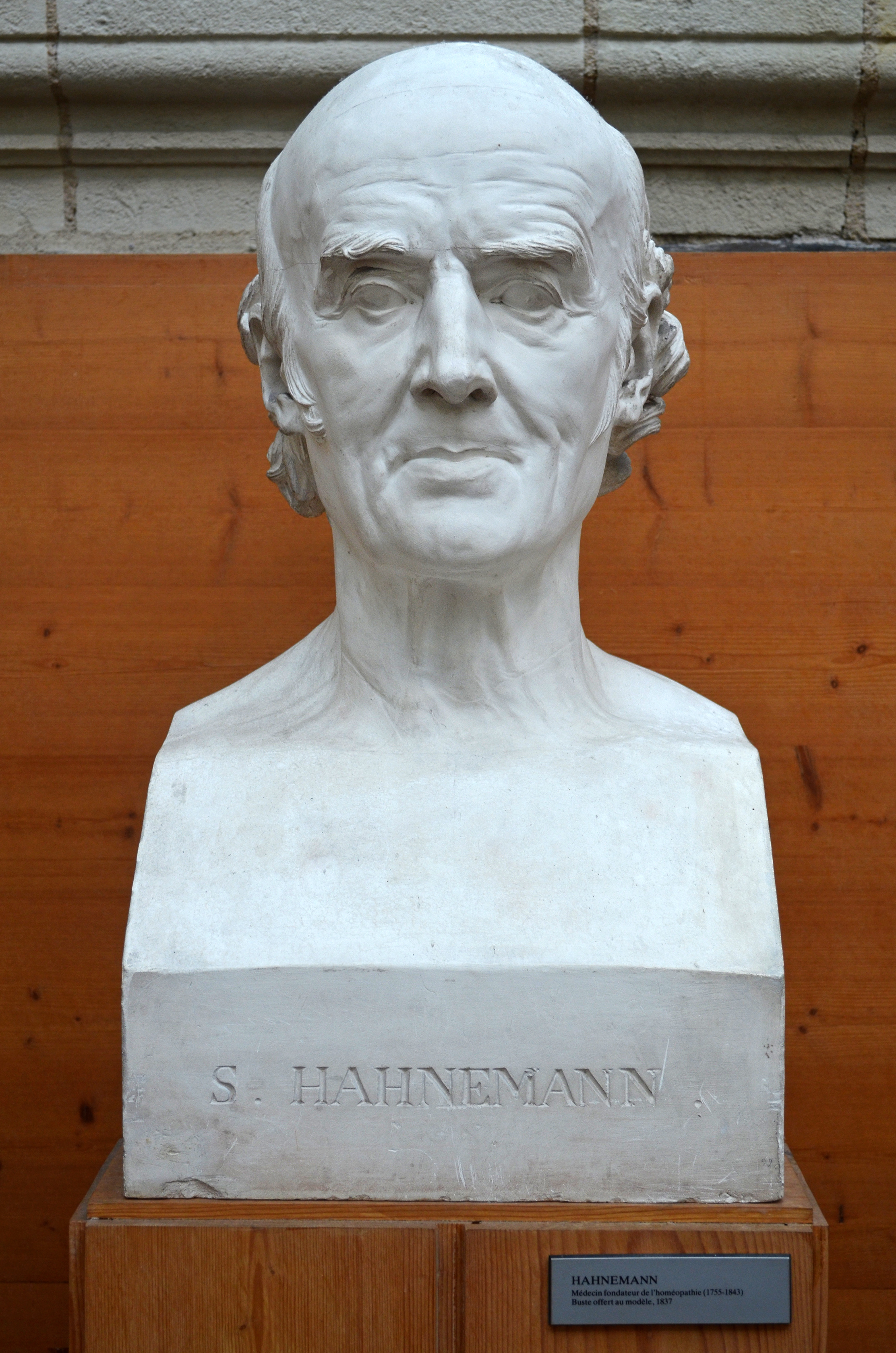
Бюст Ганемана работы Давида д’Анже (1837)

Христиа́н Фри́дрих Самуэ́ль Га́неман (нем. Christian Friedrich Samuel Hahnemann; 10 апреля 1755, Мейсен, Саксония — 2 июля 1843, Париж, Франция) — немецкий медик, основатель гомеопатии, направления альтернативной медицины.

## Биография
Как и все члены семьи, его отец был художником по фарфору, которым славился Мейсен.
В молодости Ганеман освоил несколько языков, в том числе английский, французский, итальянский, греческий и латинский и зарабатывал на жизнь в качестве переводчика и преподавателя языков. В дальнейшем освоил также арабский, сирийский, древнеарамейский и древнееврейский.
Изучал медицину в Лейпцигском университете, однако после двух лет обучения посчитал клиническую базу университета слабой и перешел в Венский университет, где 10 месяцев учился у Кварина. Практиковать начал в Вене. Начало его врачебной карьеры было не совсем удачно, и Ганеман вскоре должен был поступить на частную службу (врачом, библиотекарем и пр.) Через несколько лет Ганеман поселился в Эрлангене, где в 1779 году, защитив диссертацию в Университете Эрлангена, получил степень доктора медицины; в это же время Ганеман начал высказывать свои разочарования современной медициной и раскрывать недостатки господствовавших теорий и практических приемов лечения, зачастую действительно не имевших тогда разумного объяснения.

### Изобретение гомеопатии
В 1790 году Ганеман перевел с английского сочинение («Materia medica») Каллена, фармакологические объяснения которого привели его в сомнение; он немедленно же начал ряд опытов над изучением действия лекарств на здоровый человеческий организм. Опыты эти (первые с хинином над самим собой) привели его к убеждению, что лекарственные вещества вызывают в организме такие же явления, как и болезни, против которых эти лекарства действуют специфически, и что малые дозы медикаментов действуют иначе, а иногда и значительно сильнее, чем большие. Сформулировав принцип «подобное излечивается подобным» (лат. similia similibus curantur) в действии лекарств и болезненных агентов и создав учение о «гомеопатическом» действии лекарств (впервые изложенное им в медицинском журнале Гуфеланда в 1796 году: «Опыт нового принципа для открытия целительных сил лекарственных веществ» // Journal der practischen Arzneikunde, 2Bd., 3 Stück), Ганеман вновь принялся за практику.
Таинственность и оригинальность нового метода лечения на этот раз привлекли пациентов, но все-таки Ганеману прочно обосноваться в каком-либо городе не удавалось; только в 1812 году, поселившись снова в Лейпциге, он, наконец, устроился при университете и открыл курс лекций о «рациональной медицине», как он сам назвал своё учение. Основы этого учения подробно изложены автором в сочинении «Органон врачебного искусства», изданном в 1810 году и явившемся затем катехизисом гомеопатии. В Лейпциге Ганеман оставался до 1820 года, когда ему было королевским указом запрещено приготавливать самому препараты для раздачи больным, и он переселился в Кётен, где практика его приняла обширные размеры. В кётенский период жизни (1821—1835) Христиан Ганеман выпускает четвёртое и пятое издания Organon. Вскоре явились у Ганемана и последователи, начавшие основывать в разных концах Германии гомеопатические общества.

### Кофейная теория болезней
В начале XIX века Ганеман разработал теорию, которую описал в эссе 1803 года «Об эффектах кофе на основе оригинальных наблюдений», согласно которой большинство болезней вызывались употреблением кофе. Впоследствии он отказался от этой теории в пользу «псорической теории» заболеваний, однако симптомы, которые он сначала приписывал последствиям употребления кофе, впоследствии приписывались Ганеманом «псоре»

### Переезд во Францию

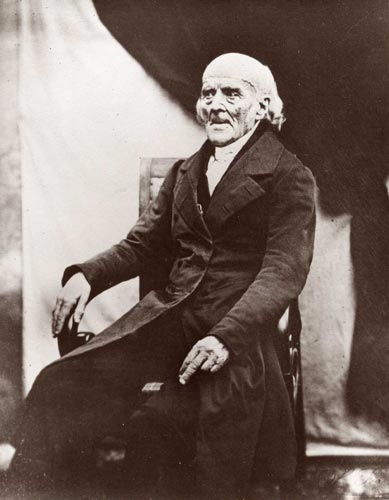
Ганеман в 1841 году (дагерротип)

Не довольствуясь приобретенной известностью в отечестве, Ганеман отправился для распространения своего учения во Францию, где оно постепенно прививалось. В 1835 году Ганеман поселился в Париже и успешно практиковал. В 1837 году он предпринимал попытки лечения Никколо Паганини, страдавшего от урологической патологии.

### Теория псорических миазмов
В 1830 году Ганеман опубликовал книгу «Хронические болезни», в которой развил теорию о том, что причиной подавляющего большинства хронических заболеваний, встречающихся в Европе, является гипотетический инфекционный агент («миазм»), названный им «псорическим миазмом». Согласно теории Ганемана, «первичная псора», под которой подразумевалась чесотка и другие зудящие дерматозы, после излечения или самопроизвольного исчезновения симптомов далее развивалась как неуклонно прогрессирующая системная болезнь (так называемая «внутренняя псора»), имеющая хронический характер и разнообразные проявления. На этой теории основывается и современная концепция «гомеопатической медицины».
В некоторых современных публикациях высказывается мнение о том, что описанная Ганеманом картина «первичной псоры» эквивалентна симптоматике простого герпеса или папилломавирусной инфекции. Другие утверждают, что «первичной псорой» Ганемана могут быть заболевания, вызванные хламидиями, микоплазмами и другими разнообразными инфекционными агентами, вплоть до прионов.

### Смерть и погребение

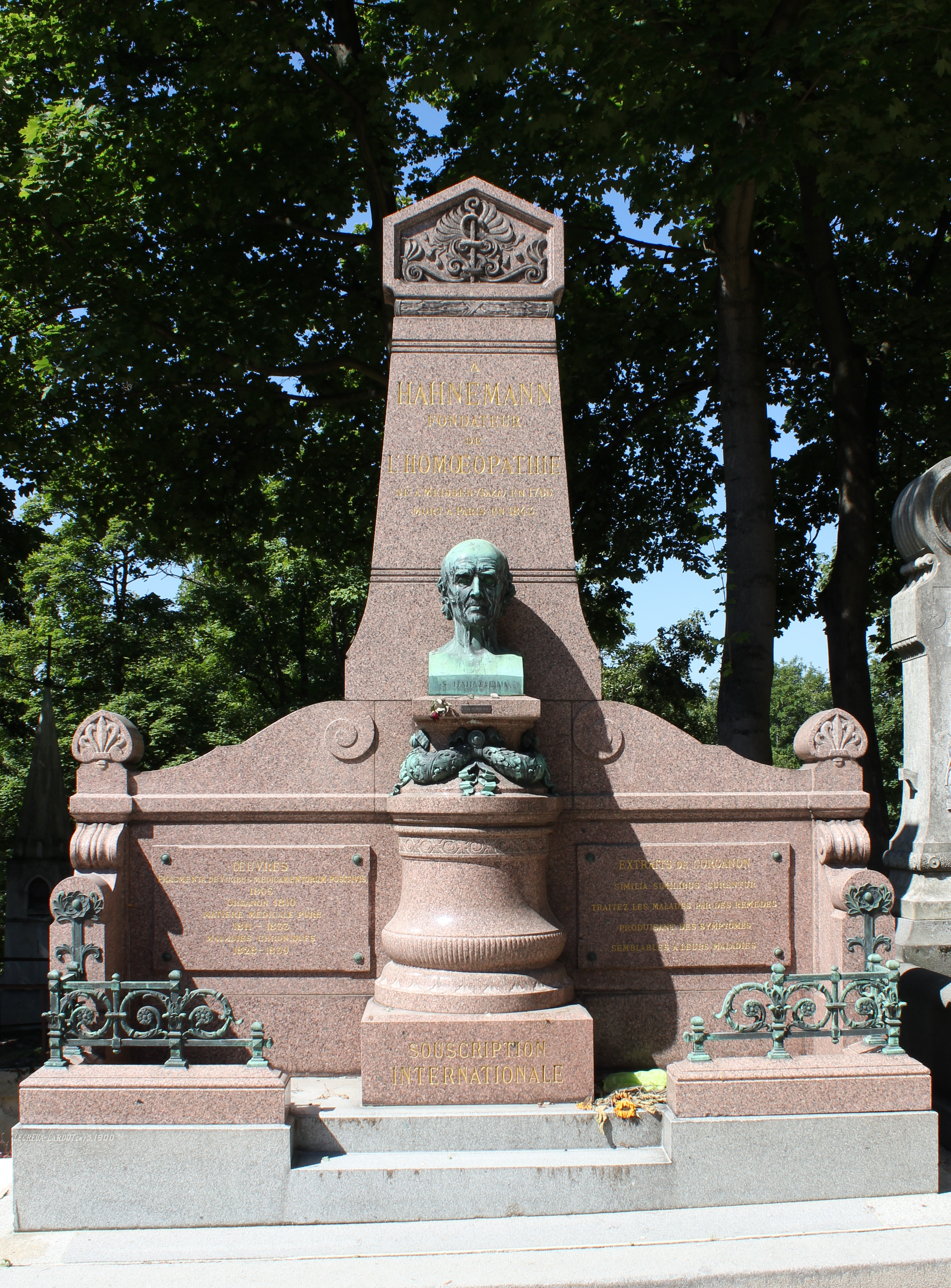
Могила Ганемана на кладбище Пер-Лашез

Ганеман скончался в возрасте 88 лет от пневмонии и был погребён на кладбище Монмартр; в 1898 г. перезахоронен на кладбище Пер-Лашез.